# Hermann Riecken
Hermann Riecken (* 10. August 1901 in Wankendorf; † 27. Februar 1985 in Kiel) war seit 1930 NSDAP-Mitglied, Bürgermeister von Heikendorf (1933–1939), ab 1939 Kreisvorsitzender von Flensburg Stadt und ab 1941 NS-Gebietskommissar im estländischen Kreis Pärnu (deutsch, Pernau) sowie im lettischen Dünaburg (lettisch Daugavpils) (1942–1944). Nach dem Zweiten Weltkrieg wurde Riecken 1948 zu einer Gefängnisstrafe von 1½ Jahren verurteilt, nach seinem Umzug von Flensburg nach Kiel (1955) und Heikendorf im Oktober 1960 gelangte er jedoch wieder in verschiedene öffentliche Ämter.

## Leben
Hermann Riecken war ein Sohn des Steinsetzers August Riecken und seiner Frau Maria, einer Hebamme, beide aus Wankendorf. Nach der Beendigung seiner Schulzeit in Kiel, die mit der Erlangung des Reifezeugnisses abschloss, erlernte er das Bankfach. Anschließend arbeitete er acht Jahre in verschiedenem Bankinstituten in Kiel, Stuttgart und Donaueschingen. Außerdem war er weitere sieben Jahre in verschiedenen Großhandelsunternehmen in leitender Stellung tätig.

### Politische Aktivitäten in der NSDAP und in Schleswig-Holstein
Als einer der Aktiven der „ersten Stunde“ trat Riecken zum 1. Oktober 1930 in die NSDAP (Mitgliedsnummer 314.302) und in die SA ein, von der er später zur SS wechselte. Er fing als SA-Mann und Blockleiter an und gelangte durch seine aktive Mitwirkung in der SA schnell zu höheren Ämtern.
Wenige Wochen nach der „Machtergreifung“ (am 30. Januar 1933) wurde der letzte frei gewählte Gemeindevorsteher Heikendorfs, Wilhelm Ivens, abgesetzt und dem kaufmännischen Angestellten Hermann Rieckens – als Kandidaten der NSDAP – die kommissarische Leitung der Gemeinde übertragen. Heikendorf galt der NS-Führung als strategisch wichtiger Posten, nicht nur als bedeutende Vororts- und Fremdenverkehrsgemeinde der Marine-Stadt Kiel, ab 1939 „Reichskriegsstadt“, sondern auch weil der Ort zur Trabantenstadt von Kiel mit bis zu 20.000 Einwohnern aufgewertet werden sollte.
Am 1. Mai 1933 offiziell vom Landrat im Amt bestätigt, führte Riecken das Bürgermeisteramt in Heikendorf bis 1939 aus. Er übernahm auch verschiedene Ehrenämter, wie 1935 – nach dem nationalsozialistischen Verbot der Freien Turnerschaften – den Vorsitz des neu gegründeten „Heikendorfer Turn- und Sportvereins von 1924“ sowie die Neugestaltung des U-Boot Ehrenmals in Möltenort, das am 12. Juni 1938 von ihm feierlich eingeweiht wurde.
Zwischenzeitlich meldete sich Riecken freiwillig zum Militär und erlangte die Anwartschaft zum Reserveoffizier. Als Schulungsleiter und Kreisamtsleiter im Amt für Wirtschaftspolitik profilierte er sich auch als NS-Gauredner. Im Mai 1939 berief der Leiter vom Gau Schleswig-Holstein, Hinrich Lohse, Riecken zum Amt des Kreisleiters der NSDAP in Flensburg. Der Verwaltungsangestellte und Kandidat der NSDAP, Hans Burmann aus Eutin, löste Riecken als Bürgermeister von Heikendorf ab (1939–1945).

### NS-Gebietskommissar im Baltikum

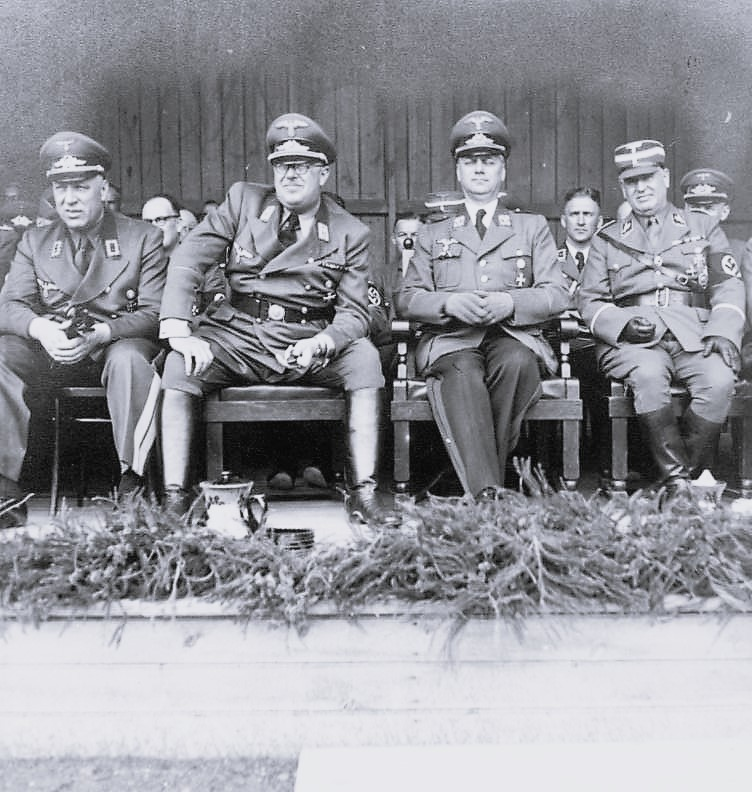
Gauleiter Hinrich Lohse, 2. v. links, im besetzten Lettland (1942)

Nach Ausbruch des Krieges wurde Riecken kurzzeitig Soldat, aber bereits nach drei Monaten wieder in sein Amt in Flensburg zurückbeordert. In der SS stieg er schnell zum Rang eines Hauptsturmführers z. b. V. der Standarte 50 N, SS-Oberabschnitt Nordsee, auf. Am 14. Oktober 1941 berief Reichsminister Rosenberg – auf Empfehlung Hinrich Lohses – Hermann Riecken als Gebietskommissar für Pärnu (deutsch, Pernau) im Generalbezirk Estland zwecks Wahrnehmung der Aufgaben der deutschen Zivilverwaltung für die Kreise Pernau und Fellin (estländisch: Viljandi). Die Versetzung entsprach dem persönlichen Wunsch Rieckens, dem die besondere Struktur dieses Gebietes schon lange bekannt war. Er freue sich deshalb, nunmehr seine Tätigkeit hier aufnehmen zu können. Anfang Januar 1942 zog Riecken mit seiner Familie nach Pernau. Seine Aufgabe bestand vor allem in der möglichst rigorosen „In-Wert-Setzung“ der besetzten Gebiete sowie in der verwaltungsmäßigen Vorbereitung und Begleitung der Judenvernichtung. Nur ein halbes Jahr später wurde er allerdings wegen massiver Unregelmäßigkeiten beim Bezug von Waren abgesetzt. Durch Vermittlung des Generalkommissars Litzmann gelang ihm aber mit der Versetzung als Gebietskommissar nach Dünaburg (lettisch: Daugavpils) in Lettland eine gesichtswahrende Lösung des Problems.
Als Gebietskommissar im Reichskommissariat Ostland verfügte Riecken über einen Verwaltungsapparat mit modernsten Einrichtungen und insgesamt 190 Angestellten, 40 davon Deutsche, die übrigen Volksdeutsche und Letten. Manche Gebietskommissare legten dabei ein quasi-feudales Selbstverständnis an den Tag, inklusive einer ausgeprägten Selbstbereicherungsmentalität, mit der Neigung, die von ihnen verwalteten Ressourcen als ihr persönliches Beutegut zu betrachten. Anscheinend sahen sich so manche, spöttisch als „Ostlandritter“ bezeichnete Gebietskommissare, als Nachfolger der Kreuzritter des Deutschen Ordens im Baltikum. Die Gebietskommissare trugen eine eigens für sie geschaffene gelb-braune, mit Goldschnüren bestresste Uniform, die ihnen den Spitznamen „Goldfasane“ einbrachte, was allerdings oft zur Verwechslung mit der SA führte, aus der die Meisten von ihnen ja auch hervorgegangen waren. Riecken selbst trug im „Ostland“ allerdings lieber seine graue Uniform als SS-Hauptsturmführer, weil die ihm dort ein höheres Ansehen einbrachte. Riecken galt als besonders eitel und lebte in Saus und Braus. In Dünaburg, seiner zweiten Station als Gebietskommissar (1942–1944), soll er neben einer 20-Zimmer Dienstwohnung zusätzlich ein „Landhaus mit allem Komfort“ beansprucht haben. Auf Heimaturlaub zur Goldenen Hochzeit seiner Eltern in Wankendorf 1942 reiste er zum Beispiel extra in seiner goldbetressten Dienstuniform und Dienstwagen aus Dünaburg an und brachte Champagner und andere Köstlichkeiten mit. Die Wankendorfer waren vom Besuch des „Goldfasans“ so beeindruckt, dass sie ihren Kindern einschärften, Herrn Riecken artig mit „Heil Hitler“ zu begrüßen.

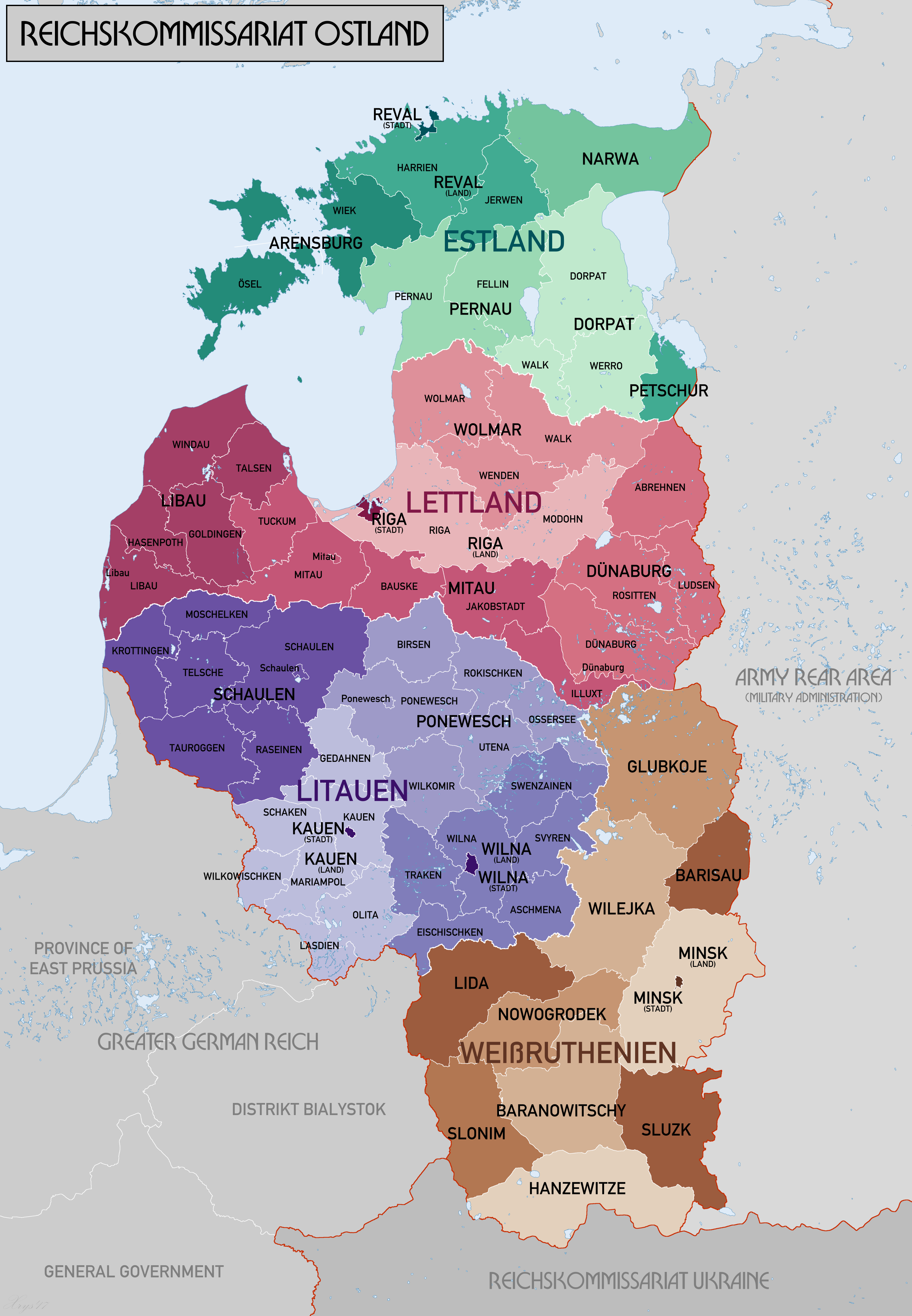
Verwaltungskarte des Reichskommissariats Ostland, 1942

Insgesamt galt die Zivilverwaltung der deutschen Besatzungsmacht im „Ostland“ als ineffektiv. Dies traf jedoch nicht zu für die Verschleppung Zehntausender Menschen als Zwangsarbeiter ins Deutsche Reich sowie für die Erfassung von Juden, „Kommunisten“, „Zigeunern“, „Geisteskranken“ und „Partisanen“, inklusive der Erfassung des Vermögens, das eingezogen wurde, wobei die Kategorien weit gefasst wurden und die wahllose Ermordung von Zivilisten einschloss. Wehrmachtseinheiten und Gebietskommissaren war zwar die direkte Beteiligung an der Judenvernichtung verboten. Dies schloss allerdings nicht aus, dass einige von ihnen in ihrer Freizeit daran teilnahmen, bis auch dies verboten wurde, und zwar, um die Massenerschießungen lokalen Hilfsmannschaften zu überlassen, und um das Ansehen der Wehrmacht nicht zu schädigen.
Nach dem Vorrücken der sowjetischen Front kehrten die meisten Gebietskommissare und ihre Mitarbeiter spätestens im Winter 1944/45 in ihre Heimat zurück. Auch Riecken und seine Familie zogen 1944 wieder in den Kreis Plön zurück.

### Wiedereingliederung in Heikendorf nach Kriegsende
Nach dem Ende des Zweiten Weltkrieges entließ die britische Militärregierung alle Amtsvorsteher und Bürgermeister, die NSDAP-Mitglied gewesen waren und führte ab 1. April 1946 ein neues kommunales Gemeinderecht nach Britischem Vorbild ein. Riecken wurde im Juli 1945 verhaftet und 1948 zu einer Gefängnisstrafe von einem Jahr und acht Monaten relativ milde verurteilt, wobei noch seine Internierungshaft im Internierungslager Neuengamme vollständig angerechnet wurde. Dies nicht zuletzt, weil ihm ehemalige Kollegen schmeichelhafte Leumundszeugnisse ausstellten, und er sich, im Vergleich mit anderen Kreisleitern, z. B. Claus Hahn aus Flensburg, in den Spruchkammerverfahren durch sein Auftreten vorteilhaft abheben konnte. Alle NSDAP-Angehörigen der Stadt- und Gemeindeverwaltungen Schleswig-Holsteins wurden entlassen und einem Entnazifizierungsverfahren unterworfen. Dies fand allerdings nur in sehr begrenztem Umfang statt und endete in der Regel mit einer Einstufung als „Mitläufer“ (IV) oder „Entlastete“ (V), so auch in Kiel und Heikendorf. Riecken fand bei der Entnazifizierung ebenfalls milde Richter, die ihn als „Mitläufer“ einstuften. Allerdings durfte er gemäß der Spruchentscheidung seines ersten Entnazifizierungsverfahrens 1947 für fünf Jahre nicht in leitender Stellung tätig sein und zehn Jahre lang keinen eigenen Betrieb eröffnen oder leiten. In einem zweiten Entnazifizierungsverfahren im April 1949 milderte der Flensburger Hauptausschuß I das Urteil nochmals ab, indem er Riecken als einzige Beschränkung das passive Wahlrecht für kurze Dauer entzog und ihm eine Geldbuße von 100 DM auferlegte. Selbst sein Ziehvater und Vorgesetzter im Baltikum, Gauleiter Hinrich Lohse, ging aus dem Verfahren als „Minderbelasteter“ (III) hervor. Er bekam sogar am 27. Juli 1951 eine großzügige Pension zugesprochen.
Bei ihrer „Entschuldung“ fanden NS-Täter willige Helfer auf allen Ebenen von Politik, Verwaltung und Gesellschaft. Die CDU-geführte schleswig-holsteinische Landesregierung fühlte sich auch nach 1949 besonders für die „Abwicklung“ des Reichskommissariat Ostland verantwortlich. Die meisten Mitarbeiter von Gauleiter Lohse bekamen wieder Posten in Schleswig-Holstein, obwohl die Staatsanwaltschaften in den Prozessen gegen Mitarbeiter der Zivilverwaltungen deren Mitwirkung am Holocaust nachweisen konnten: Sie erfassten Juden, richteten Gettos für sie ein und regelten deren Versorgung. Darüber hinaus wiesen sie den Gettoinsassen Zwangsarbeit für die deutsche Wehrmacht, Wirtschaft und Verwaltung zu, ernannten und beaufsichtigten die jüdischen „Ältestenräte“. Schließlich konfiszierten sie deren geraubtes Vermögen und stellten Fuhrparks für die Räumung der Gettos und die anschließenden Erschießungskommandos.
Viele Gebietskommissare waren allerdings sichtlich schockiert über die blutige „Lösung“ der Judenfrage, die sich vor ihren Augen abspielte. Nicht nur weil die wahllosen Erschießungen ihnen dringend benötigte Fachkräfte für die Wirtschaftsproduktion kriegswichtiger Güter nahm, sondern auch weil sie befürchteten, dass die blutigen Massenmorde die Akzeptanz der Besatzungsmacht und die Stimmung der Bevölkerung in den besetzten Gebieten gefährden könnten. Schließlich gefährdeten diese Übergriffe den Herrschaftsanspruch der Gebietskommissare und führten zu Zielkonflikten zwischen der SS und Sicherheitspolizei einerseits sowie der Zivilverwaltung andererseits. Dabei unterlag allerdings die Zivilverwaltung letztlich, weil die Vernichtung der Juden im „Ostland“ nach dem „Führerentscheid“ eindeutig Priorität besaß. Anderseits erzeugte die in aller Öffentlichkeit täglich erlebte entgrenzte Gewalt auch einen Gewöhnungseffekt, der bewirkte, dass einige Gebietskommissare inklusiver ihrer Familien jegliche Hemmung verloren. So brüstete sich die Ehefrau des Gebietsleiters Hans Gewecke, NSDAP-Kreisleiter in Lauenburg und Gebietskommissar in Schaulen, Ende 1941 bei einem Arbeitsessen offen damit, ihren „Hausjuden“ getötet zu haben. Als geflissentlicher Hausdiener habe er allmählich zu viel über die Familie und die Vorgänge im Generalkommissariat gewusst, weshalb sie es als besser erachtete, ihn – zusammen mit seiner Frau – liquidieren zu lassen.
Durch ihre Entscheidungsmacht über die Frage, wer als Jude oder aus anderen Gründen zu verfolgende Person galt und wer zur Zwangsarbeit verpflichtet war, gerierten sich die Gebietskommissare und ihre Helfershelfer zu Herren über Leben und Tod. So zum Beispiel bei den tödlichen Selektionen der noch für die deutsche Kriegswirtschaft „nützlichen“ von den nicht mehr benötigten Juden. Nach dem Krieg waren die beteiligten und beschuldigten Verwaltungskader oft noch so unverfroren, dies zu ihren Gunsten umzudeuten, als Widerstandsaktionen gegen den Holocaust. Gegenüber den üblichen Entschuldigungen der Betroffenen, sie hätten keine Wahl gehabt als den Dienstanweisungen zu folgen (Handlungsnotstand), arbeitete die Staatsanwaltschaft in den ersten Strafprozessen 1968 in der Regel die Existenz individueller Handlungsspielräume der Gebietskommissare klar heraus. Letztere reichten von demonstrativer Missbilligung bis hin zur persönlichen Teilnahme an den Ermordungen. Darunter fielen zum Beispiel die Aushebung von meist jüdischen Arbeitskommandos zum Ausgraben der Massengräber, die Bereitstellung von Transportkapazitäten für die Erschießungskommandos und für den Transport der Opfer zu den Exekutionsstätten. Einzelne Gebietskommissariate traten regelmäßig auch auf Planungsrunden der Polizeileitung zur Vorbereitung der Massenexekutionen und bei den Erschießungen selbst auf, wodurch sie den Aktionen einen quasi-offiziellen Anstrich verliehen.
Nach dem Krieg wurde die phantasiereiche Erfindung von Legenden zur „Entschuldigung“ seitens der Täter tatkräftig unterstützt durch soziale Netzwerke der Beschuldigten sowie durch die schleswig-holsteinische Landesregierung. Diese unternahm in der Zeit des Kalten Krieges gegen den Kommunismus des Ostblocks alles, um die betroffenen Verwaltungsbeamten vor einer Strafverfolgung zu schützen. Staat und Gesellschaft behandelten die Gebietskommandanten und ihre Mitarbeiter sowohl strafrechtlich als auch in ihrer moralischen Beurteilung, als wären sie nichts anderes als Landräte in den besetzten Gebieten gewesen, ganz so wie andere Landräte im Deutschen Reich in der NS-Zeit.
Dies galt nicht zuletzt für ihre Beteiligung an der Judenverfolgung. Manche konnten sich, toleriert oder unterstützt von den Gemeinden, in denen sie wieder Fuß gefasst hatten, ihren Persilschein nachträglich sogar selbst ausstellen. So fasste Hermann Riecken das Leben in Heikendorf in der Zeit von 1933 bis 1939, in der Zeit also, in der er dort NSDAP-Bürgermeister war, wie folgt zusammen: „Der Kampf gegen das Judentum berührte uns in Heikendorf nur wenig. In unserer Gemeinde lebten 3 oder 4 Juden, Menschen, von denen man wusste, dass sie Juden waren. Eine Zeit lang wurde von ganz eifrigen Nationalsozialisten auch die Zeitschrift ‚Der Stürmer‘ gelesen und ein wenig kolportiert, aber die Heikendorfer interessierte das nicht und sie nahmen davon auch keine Notiz. So etwas kam hier nicht an. Von der sogenannten ‚Kristallnacht‘ haben wir in Heikendorf nichts gespürt.“ Dabei verheimlichte er, dass bei der Volkszählung 1939 in Heikendorf nicht „3 oder 4 Juden“, sondern – gemäß der Ersten Verordnung vom 14. November 1935 zum Reichsbürgergesetz – 24 Personen als Juden erfasst wurden. Ob einige von ihnen das gleiche Schicksal erlitten wie die zwei gebürtigen Heikendorfer, die im KZ Sachsenhausen und im KZ-Mauthausen ermordet wurden, ist derzeit nicht bekannt. Die zwei Ermordeten waren:
- Arthur Langenhagen, geb. am 1. Dezember 1902 in Altheikendorf, evangelisch getauft, der im Rahmen der Aktion „Arbeitsscheu Reich“ am 21. Juni 1938 ins KZ Sachsenhausen eingeliefert wurde, Todesdatum: 19. Januar 1939, Häftlingsnummer: 4048 (KZ-Sachsenhausen).[21]
- Josef Seibert, geb. 1893, gestorben am 17. Dezember 1943.

Der Letztgenannte wurde im KZ Mauthausen/Gusen ermordet, vermutlich weil er der KPD angehörte. Er war als „SV“-Häftling  („SV“ = Sicherheitsverwahrung) in Mauthausen registriert.

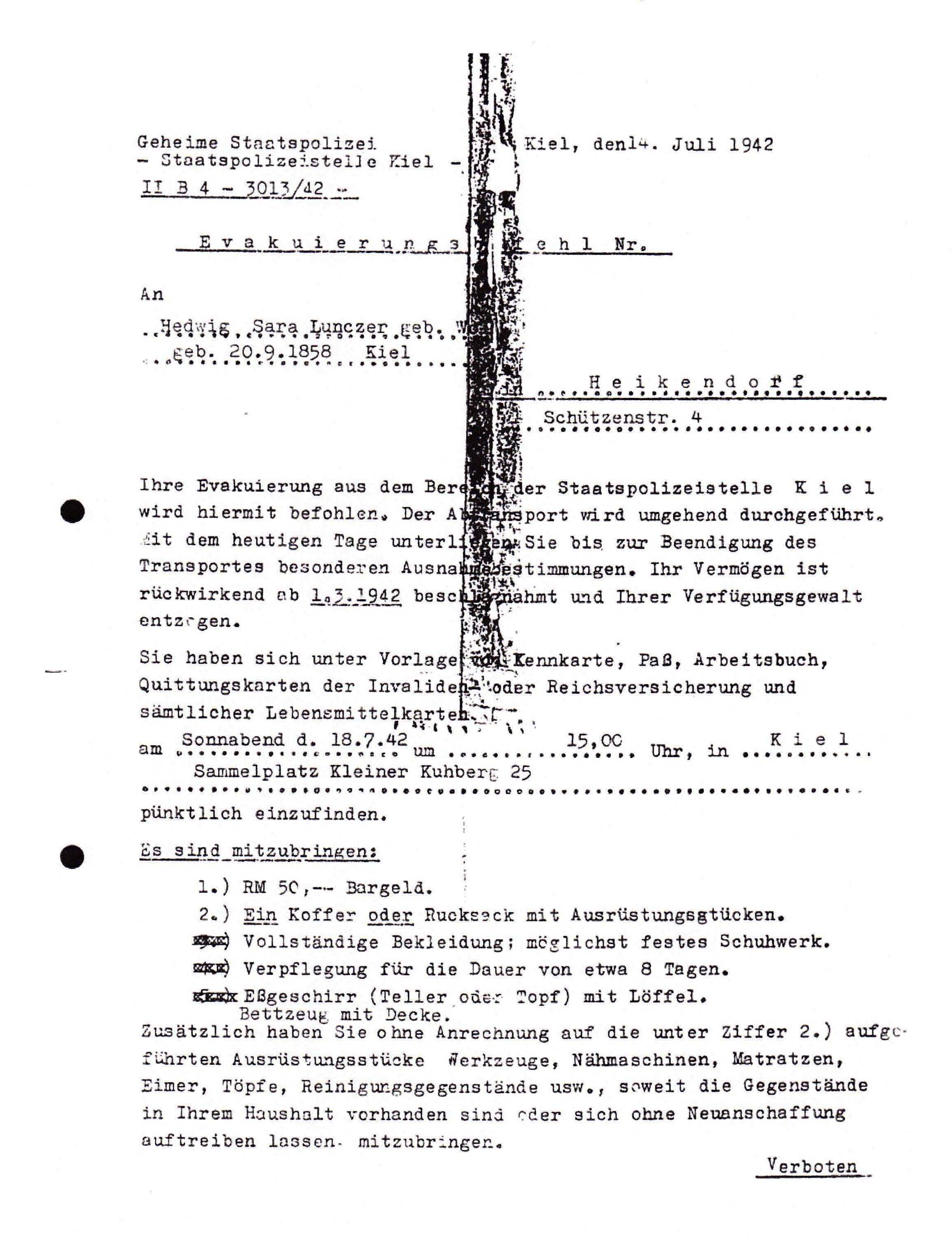
Deportationsbefehl für den Transport von Juden aus dem Raum Kiel nach Riga, 1942 (Ausschnitt, S. 1)

Die Aufarbeitung der Judenverfolgung in Heikendorf begann erst 2019 mit der Aufdeckung eines exemplarischen Falls, des Schicksals der Familie des Malermeister Nathan Israel Cohn (geb. 1862). Seine Frau Johanna Cohn (geb. Lunczer) starb in der Nervenheilanstalt Neustadt im April 1941 „an Altersschwäche“, und deren Schwägerin, Hedwig Lunczer, geb. Wolff, beging als 84-jährige Witwe Selbstmord, nachdem sie am 17. Juni 1942 ihren Deportationsbefehl nach Riga erhielt. So entging sie dem Schicksal weiterer 801 Leidensgenossen, die am 19. Juli 1942 aus dem Raum Hamburg, Lüneburg und Schleswig-Holstein ins Vernichtungslager deportiert wurden, wo sie zwei Tage später eintrafen. Malermeister Cohn selbst soll nach offizieller Version am 13. März 1942 an „Blasenkrebs und Verjauchung der Blase“ gestorben sein.
Nach der Entlassung aus dem Gefängnis (1950) begann Riecken seine neue berufliche Laufbahn als Lagerarbeiter in Flensburg. Wie vielen anderen ehemaligen Kollegen der NS-Elite gelang ihm jedoch schnell die Wiederaufnahme in die Zirkel der Honoratioren der Gesellschaft. Hermann Riecken kehrte in die Kommunalpolitik am Ort seines früheren Wirkens als NSDAP-Bürgermeister zurück. In Heikendorf gehörte er von 1966 bis 1971 für das Wahlbündnis „Rathausgemeinschaft“ der Gemeindevertretung an und wurde als Gründer (1959) und langjähriger Leiter des örtlichen Fremdenverkehrs- und Kommunalvereins allseits geschätzt. Ebenso in der benachbarten Landeshauptstadt Kiel, wo er zu seinem 70. Geburtstag als Mitglied des Ersten Kieler Ruder-Clubs von 1862 e.V. geehrt wurde.